# رحلة عيون

## نبذة
الفلم إنتاج مشترك،ومن إخراج أنور هاشم ويحكي عن شابان من السودان تغربا في القاهرة من أجل طلب العلم الأول تجبره ظروف الفقر ان يكافح وهو أثناء الدراسة يتعرف على زميلة له فيتبادلان الحب ويبارك الأهل من البلدين زواجهما ويهوى الغناء ويحقق نجاحا في حفل الكلية اما الثاني فان الحياة تلهيه بملذاتها مع توفر المال ويكون الفشل حليفه.

## مدة الفلم
90 دقيقة بالألوان.

## تمثيل
- الفاضل سعيد
- صلاح بن البادية
- محمود المليجي
- أمين الهنيدي
- سمية الألفي
- عبد الله سليمان زبرماوي
- نجوى فؤاد
- لطفي بوشناق
- محمد على عبدالرحيم
- نبيلة السيد
- آمال العربي
- صلاح يحيى [2]

## الاغاني
كلمات أغنية رحلة عيون للشاعر عثمان خالد، ألحان وغناء صلاح بن البادية
وتوجد أغاني بنات وهي من التراث الشعبي.

### موسيقي تصويرية
- جمال سلامة

### غناء
- صلاح بن البادية

## روابط خارجية
- رحلة عيون على موقع قاعدة بيانات الأفلام العربية